# Pseudonychocamptus proximus
Pseudonychocamptus proximus is een eenoogkreeftjessoort uit de familie van de Laophontidae. De wetenschappelijke naam van de soort werd in 1908 voor het eerst geldig gepubliceerd door Georg Ossian Sars.